# Hofanlage aus Breitenbach

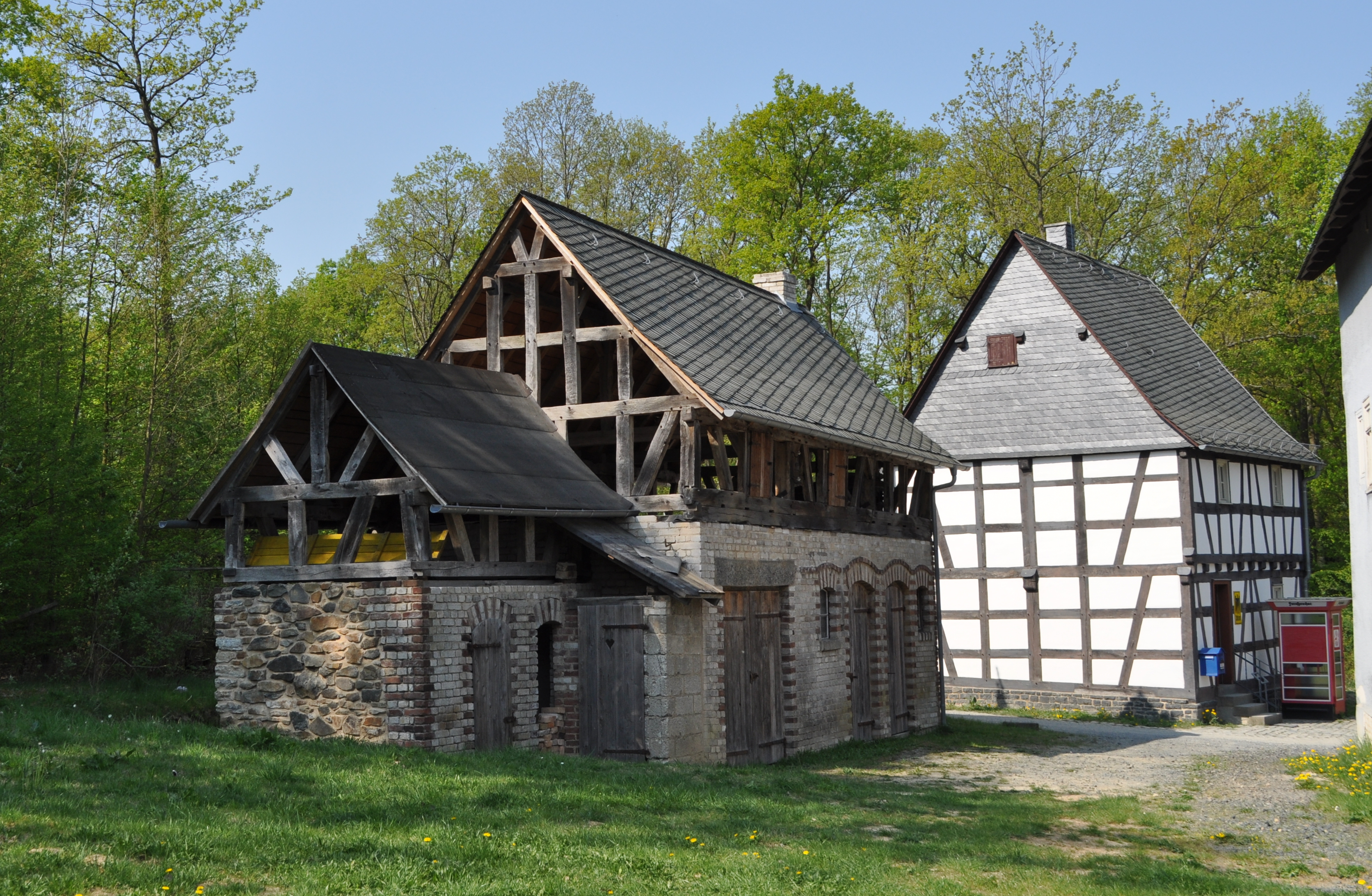
Schmiede

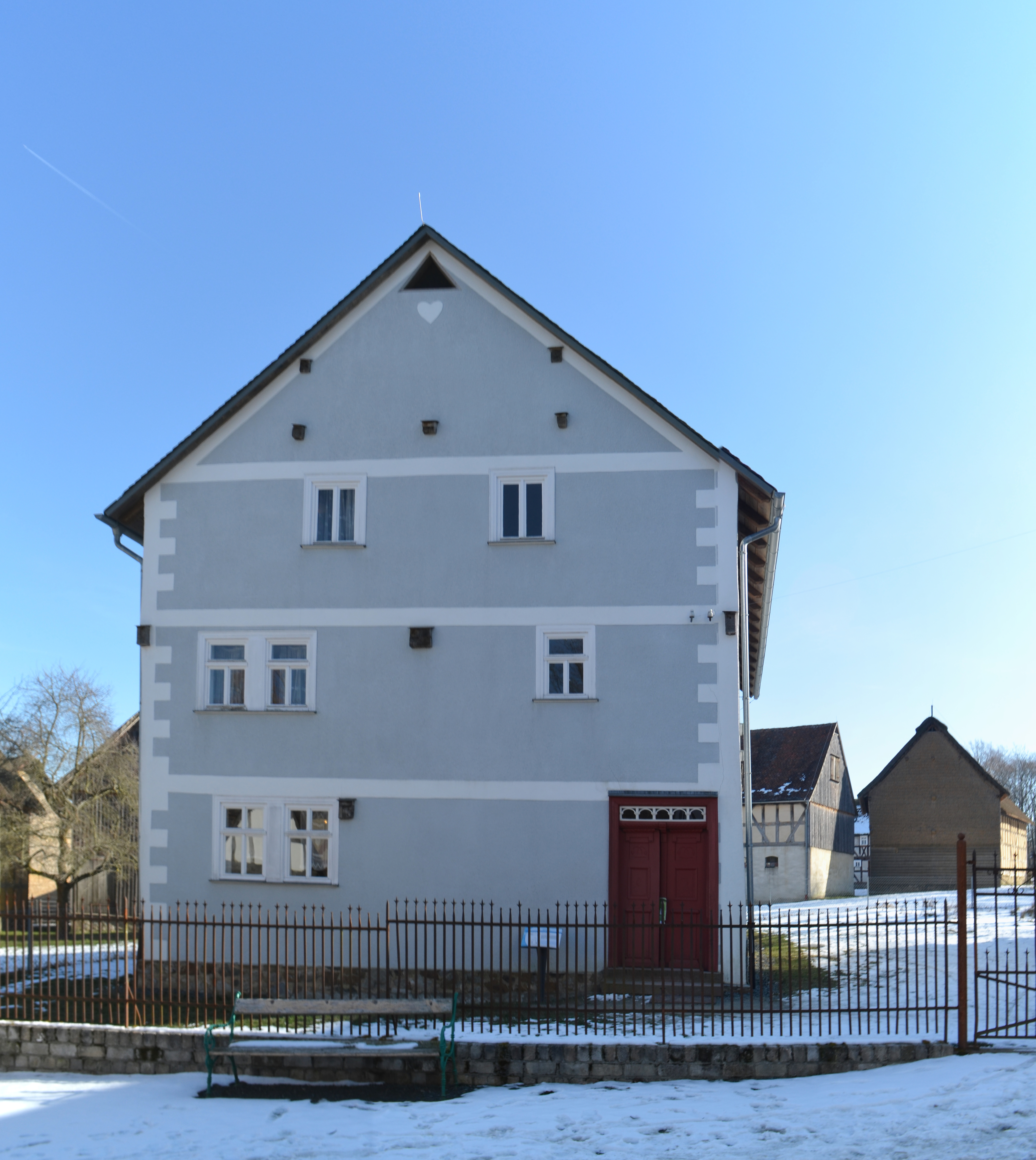
Haus aus Breitenbach

Die Hofanlage aus Breitenbach ist eine Baugruppe zweier Häuser aus Breitenbach, einem Ortsteil vom Ehringshausen. Die denkmalgeschützten Gebäude wurden in Breitenbach abgerissen und in den Hessenpark transloziert. Sie bilden dort einen Teil der Baugruppe H – Mittelhessen.

## Die Gebäude
Das Ensemble besteht aus einer ehemaligen Scheune aus dem Jahr 1696, die auch als Schmiede genutzt wurde, und einem Wirtschaftsgebäude vom Anfang des 18. Jahrhunderts, das später als Wohngebäude genutzt wurde.
Die kleine Schmiede mit der früheren Adresse Kreisstraße 14  gehörte zu einem niedergelegten Gehöft, in dem seit 1883 eine Schmiede bestand. Das Gebäude besteht aus Ziegel- und Schlackensteinmauerwerk, der Kniestock aus Fachwerk. Die ursprünglich offene Schmiede im vorderen Teil verfügte am alten Standort noch über die vollständige Einrichtung.
Das dreistöckige Wirtschaftsgebäude wurde Anfang des 20. Jahrhunderts in ein Wohnhaus umgebaut. Im Hessenpark  ist seit dem 15. September 2013 der Stand der 1950er Jahre wiederhergestellt. In dieser Zeit lebten vier Mietparteien mit zusammen elf Bewohnern in dem Gebäude mit einer Grundfläche von 50 m².